# Gaillac-Toulza
Pour l’article ayant un titre homophone, voir Gaïac.
Pour les articles homonymes, voir Gaillac (homonymie).
Gaillac-Toulza est une commune française située dans le centre du département de la Haute-Garonne, en région Occitanie. Sur le plan historique et culturel, la commune est dans le Lauragais, l'ancien « Pays de Cocagne », lié à la fois à la culture du pastel et à l’abondance des productions, et de « grenier à blé du Languedoc ».
Exposée à un climat océanique altéré, elle est drainée par la Jade, la Mouillonne, le ruisseau de Calers, le ruisseau de la Palanquelle, le ruisseau de larrogue, le ruisseau de Saint-Colomb et par divers autres petits cours d'eau. La commune possède un patrimoine naturel remarquable composé d'une zone naturelle d'intérêt écologique, faunistique et floristique.
Gaillac-Toulza est une commune rurale qui compte 1 331 habitants en 2022, après avoir connu une forte hausse de la population depuis 1975. Elle fait partie de l'aire d'attraction de Toulouse. Ses habitants sont appelés les Gaillacois ou  Gaillacoises.

## Géographie

### Localisation
La commune de Gaillac-Toulza se trouve dans le département de la Haute-Garonne, en région Occitanie.
Sur le plan historique et culturel, Gaillac-Toulza fait partie du Lauragais, occupant une vaste zone, autour de l’axe central que constitue le canal du Midi, entre les agglomérations de Toulouse au nord-ouest et Carcassonne au sud-est et celles de Castres au nord-est et Pamiers au sud-ouest. C'est l'ancien « Pays de Cocagne », lié à la fois à la culture du pastel et à l’abondance des productions, et de « grenier à blé du Languedoc ».
Elle se situe à 39 km à vol d'oiseau de Toulouse, préfecture du département, à 26 km de Muret, sous-préfecture, et à 11 km d'Auterive, bureau centralisateur du canton d'Auterive dont dépend la commune depuis 2015 pour les élections départementales.
La commune fait en outre partie du bassin de vie de Saverdun.
Les communes les plus proches sont : 
Marliac (3,0 km), Saint-Quirc (3,5 km), Lissac (3,7 km), Labatut (3,8 km), Caujac (4,9 km), Canté (4,9 km), Justiniac (5,0 km), Durfort (5,5 km).
Gaillac-Toulza est limitrophe de onze autres communes dont sept dans le département de l'Ariège.
| Esperce, Lézat-sur-Lèze (Ariège) | Caujac         | Cintegabelle, Saint-Quirc (Ariège) |
| Saint-Ybars (Ariège)             | Gaillac-Toulza | Lissac (Ariège), Labatut (Ariège)  |
| Villeneuve-du-Latou (Ariège)     | Marliac        | Canté (Ariège)                     |

### Géologie et relief
La superficie de la commune est de 4 040 hectares ; son altitude varie de 206  à   360 mètres.
La commune se répartit sur un vaste territoire varié de plaines et de coteaux cultivés ou boisés.

### Hydrographie

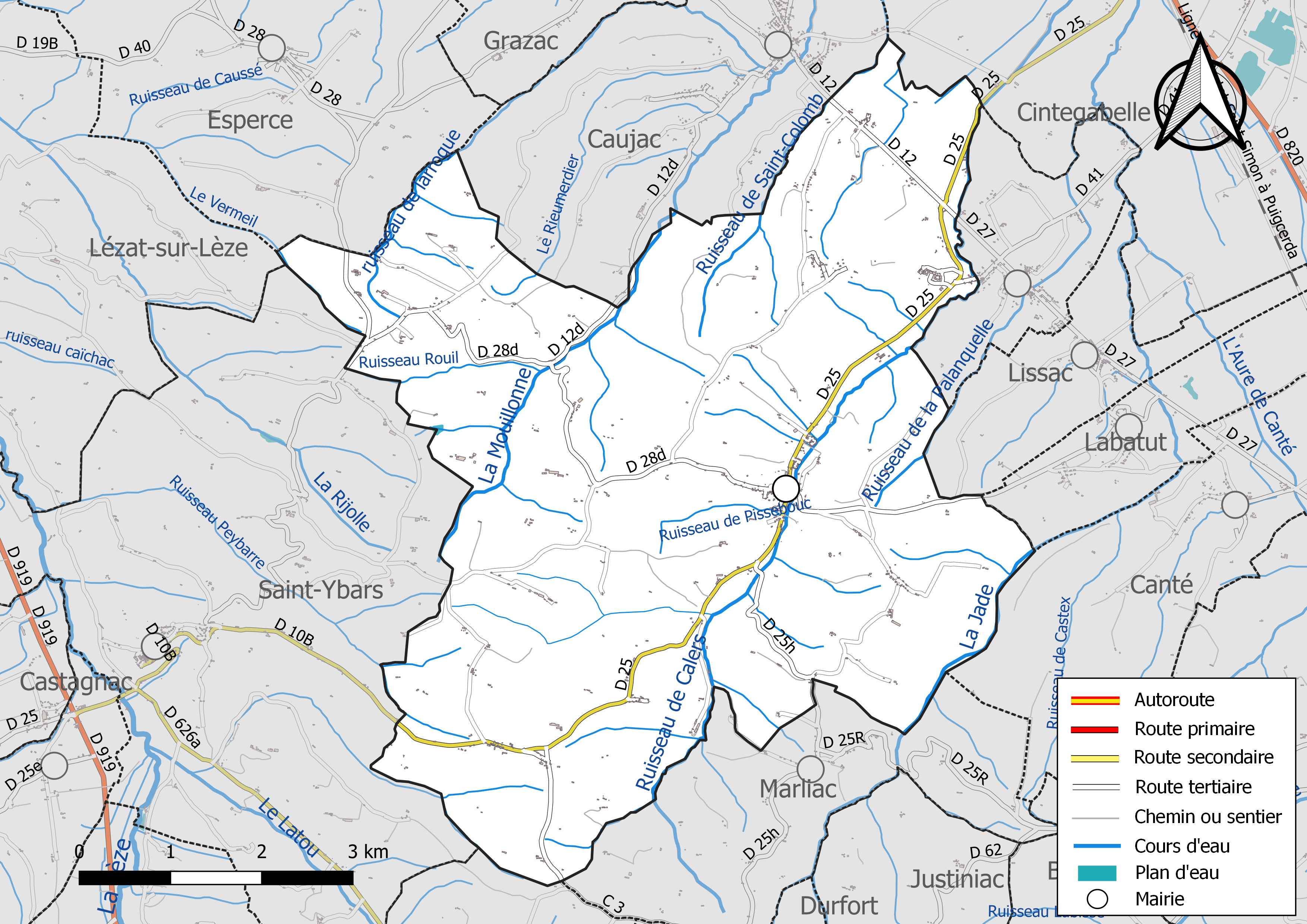
Réseaux hydrographique et routier de Gaillac-Toulza.

La commune est dans le bassin de la Garonne, au sein du bassin hydrographique Adour-Garonne. Elle est drainée par la Jade, la Mouillonne, le Ruisseau de Calers, le ruisseau de la Palanquelle, le ruisseau de larrogue, le ruisseau de Saint-Colomb, le Rieumerdier, le Vermeil, le ruisseau de Pissebouc, le ruisseau Peybarre, le ruisseau Rouil et par divers petits cours d'eau, constituant un réseau hydrographique de 54 km de longueur totale,.
La Jade, d'une longueur totale de 15,2 km, prend sa source dans la commune de Justiniac (09) et s'écoule vers le nord. Elle traverse la commune et se jette dans l'Ariège à Cintegabelle, après avoir traversé 9 communes.
La Mouillonne, d'une longueur totale de 19,9 km, prend sa source dans la commune de Saint-Ybars (09) et s'écoule vers le nord. Elle traverse la commune et se jette dans l'Ariège à Grépiac, après avoir traversé 10 communes.

### Climat
Pour des articles plus généraux, voir Climat de l'Occitanie et Climat de la Haute-Garonne.
En 2010, le climat de la commune est de type climat du Bassin du Sud-Ouest, selon une étude s'appuyant sur une série de données couvrant la période 1971-2000. En 2020, Météo-France publie une typologie des climats de la France métropolitaine dans laquelle la commune est exposée à un climat océanique altéré et est dans la région climatique Aquitaine, Gascogne, caractérisée par une pluviométrie abondante au printemps, modérée en automne, un faible ensoleillement au printemps, un été chaud (19,5 °C), des vents faibles, des brouillards fréquents en automne et en hiver et des orages fréquents en été (15 à 20 jours).
Pour la période 1971-2000, la température annuelle moyenne est de 12,8 °C, avec une amplitude thermique annuelle de 15,7 °C. Le cumul annuel moyen de précipitations est de 850 mm, avec 9,6 jours de précipitations en janvier et 6,1 jours en juillet. Pour la période 1991-2020, la température moyenne annuelle observée sur la station météorologique la plus proche, située sur la commune de Lherm à 28 km à vol d'oiseau, est de 13,6 °C et le cumul annuel moyen de précipitations est de 620,4 mm,. Pour l'avenir, les paramètres climatiques de la commune estimés pour 2050 selon différents scénarios d'émission de gaz à effet de serre sont consultables sur un site dédié publié par Météo-France en novembre 2022.

### Milieux naturels et biodiversité

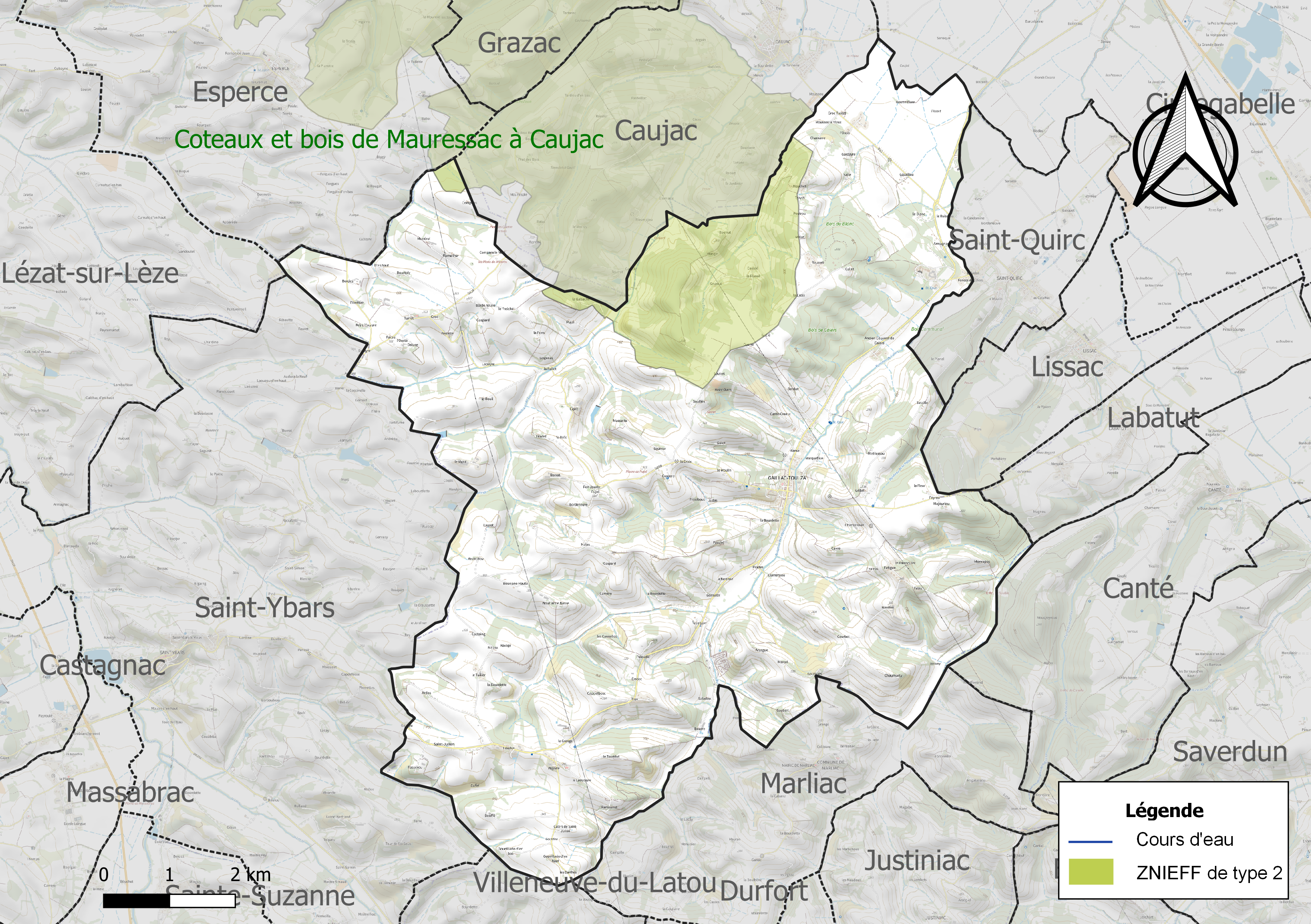
Carte de la ZNIEFF de type 2 localisée sur la commune.

L’inventaire des zones naturelles d'intérêt écologique, faunistique et floristique (ZNIEFF) a pour objectif de réaliser une couverture des zones les plus intéressantes sur le plan écologique, essentiellement dans la perspective d’améliorer la connaissance du patrimoine naturel national et de fournir aux différents décideurs un outil d’aide à la prise en compte de l’environnement dans l’aménagement du territoire.
Une ZNIEFF de type 2 est recensée sur la commune :
les « coteaux et bois de Mauressac à Caujac » (2 203 ha), couvrant 6 communes du département.

## Urbanisme

### Typologie
Au 1er janvier 2024, Gaillac-Toulza est catégorisée commune rurale à habitat dispersé, selon la nouvelle grille communale de densité à sept niveaux définie par l'Insee en 2022.
Elle est située hors unité urbaine. Par ailleurs la commune fait partie de l'aire d'attraction de Toulouse, dont elle est une commune de la couronne,. Cette aire, qui regroupe 527 communes, est catégorisée dans les aires de 700 000 habitants ou plus (hors Paris),.

### Occupation des sols
L'occupation des sols de la commune, telle qu'elle ressort de la base de données européenne d’occupation biophysique des sols Corine Land Cover (CLC), est marquée par l'importance des territoires agricoles (89,8 % en 2018), une proportion identique à celle de 1990 (89,8 %). La répartition détaillée en 2018 est la suivante : 
zones agricoles hétérogènes (44,8 %), terres arables (40,5 %), forêts (10,2 %), prairies (4,5 %). L'évolution de l’occupation des sols de la commune et de ses infrastructures peut être observée sur les différentes représentations cartographiques du territoire : la carte de Cassini (XVIIIe siècle), la carte d'état-major (1820-1866) et les cartes ou photos aériennes de l'IGN pour la période actuelle (1950 à aujourd'hui).

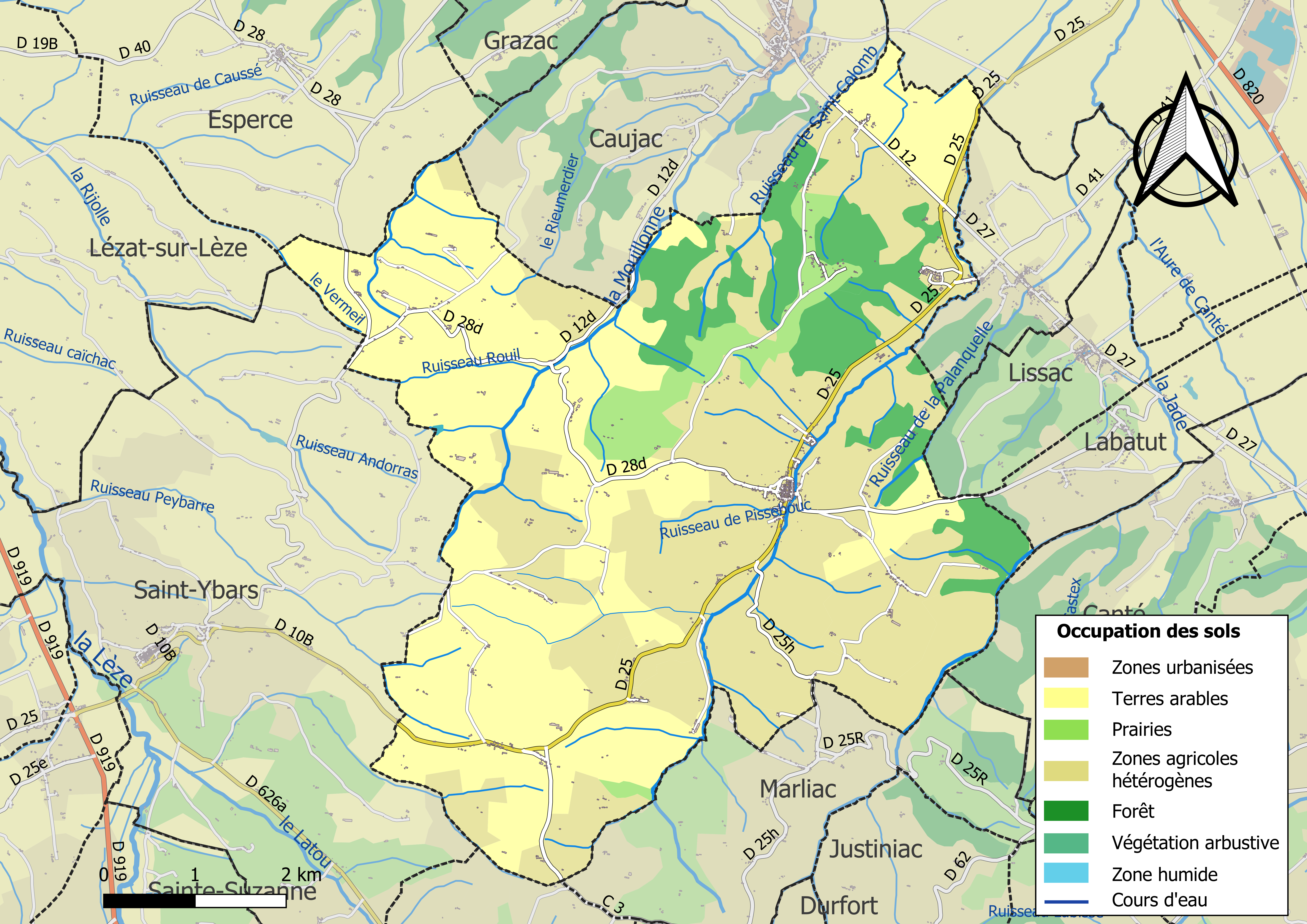
Carte des infrastructures et de l'occupation des sols de la commune en 2018 (CLC).

### Morphologie urbaine
Les maisons les plus anciennes du village s'organisent autour de la Grand Rue ou parallèlement. Cette rue fait partie de la route départementale 25 qui relie la vallée de l'Ariège à celle de la Lèze.
La commune est constituée de hameaux dont les plus importants ont une église, Escayre (église Saint-Paul) et Saint-Julien (église de Saint-Julien connue pour son pèlerinage du 28 août avec procession à la « fontaine sainte »).

### Voies de communication et transports
Accès par la route départementale D 25.
La ligne 319 du réseau Arc-en-Ciel relie la commune à la gare routière de Toulouse depuis Saverdun.

### Risques majeurs
Le territoire de la commune de Gaillac-Toulza est vulnérable à différents aléas naturels : météorologiques (tempête, orage, neige, grand froid, canicule ou sécheresse), inondations et séisme (sismicité faible). Un site publié par le BRGM permet d'évaluer simplement et rapidement les risques d'un bien localisé soit par son adresse soit par le numéro de sa parcelle.
Certaines parties du territoire communal sont susceptibles d’être affectées par le risque d’inondation par débordement de cours d'eau, notamment le ruisseau de Calers et la Mouillonne. La commune a été reconnue en état de catastrophe naturelle au titre des dommages causés par les inondations et coulées de boue survenues en 1982, 1999, 2000, 2005, 2009 et 2018,.

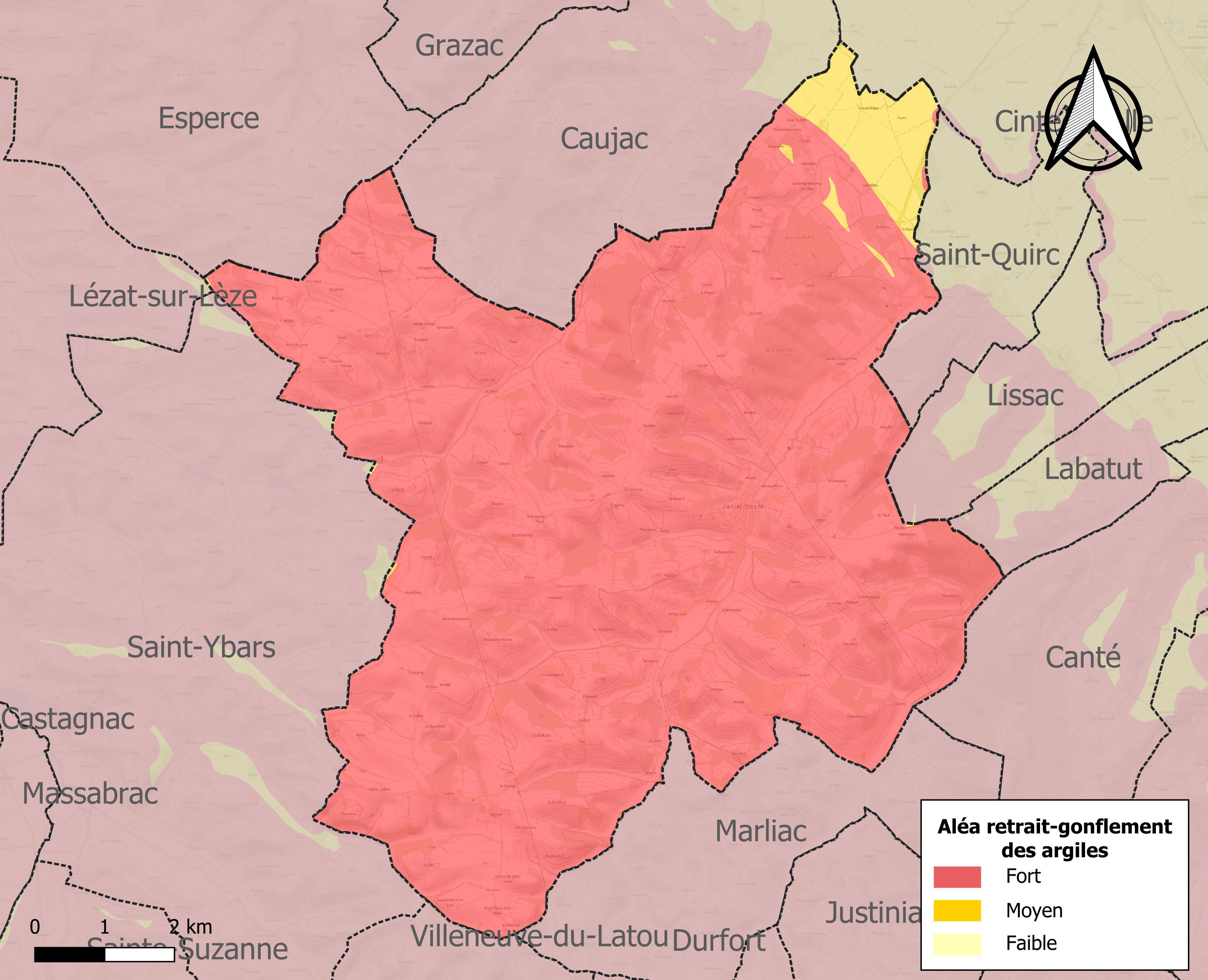
Carte des zones d'aléa retrait-gonflement des sols argileux de Gaillac-Toulza.

Le retrait-gonflement des sols argileux est susceptible d'engendrer des dommages importants aux bâtiments en cas d’alternance de périodes de sécheresse et de pluie. La totalité de la commune est en aléa moyen ou fort (88,8 % au niveau départemental et 48,5 % au niveau national). Sur les 494 bâtiments dénombrés sur la commune en 2019, 494 sont en aléa moyen ou fort, soit 100 %, à comparer aux 98 % au niveau départemental et 54 % au niveau national. Une cartographie de l'exposition du territoire national au retrait gonflement des sols argileux est disponible sur le site du BRGM,.
Par ailleurs, afin de mieux appréhender le risque d’affaissement de terrain, l'inventaire national des cavités souterraines permet de localiser celles situées sur la commune.
Concernant les mouvements de terrains, la commune a été reconnue en état de catastrophe naturelle au titre des dommages causés par la sécheresse en 2003, 2012 et 2016 et par des mouvements de terrain en 1999.

## Toponymie
Durant la Révolution, la commune porte le nom de Gaillac-la-Montagne.

## Histoire
Ce village fut construit au XIIe siècle par les moines cisterciens de l'abbaye de Calers toute proche. Il fut détruit pendant la guerre des Albigeois, reconstruit en bastide et à nouveau détruit au XVIe siècle à l'occasion d'autres guerres de Religion.
À partir du Moyen Âge jusqu'à sa disparition en 1790 pendant la Révolution française, Gaillac-Toulza faisait partie du diocèse de Rieux.

## Politique et administration

### Administration municipale
Le nombre d'habitants au recensement de 2011 étant compris entre 500 et 1 499 habitants, le nombre de membres du conseil municipal pour l'élection de 2014 est de quinze,.

### Rattachements administratifs et électoraux
Commune faisant partie de la septième circonscription de la Haute-Garonne, de la communauté de communes du Bassin Auterivain et du canton d'Auterive (avant le redécoupage départemental de 2014, Gaillac-Toulza faisait partie de l'ex-canton de Cintegabelle).

### Liste des maires
| Période                                  | Période  | Identité         | Étiquette | Qualité                    |
| ---------------------------------------- | -------- | ---------------- | --------- | -------------------------- |
| Les données manquantes sont à compléter. |          |                  |           |                            |
| mars 1977                                | 1989     | André Balondrade |           |                            |
| mars 1989                                | En cours | Hubert Mesplié   | DVD       | Retraité de l'enseignement |

## Population et société

### Démographie
L'évolution du nombre d'habitants est connue à travers les recensements de la population effectués dans la commune depuis 1793. Pour les communes de moins de 10 000 habitants, une enquête de recensement portant sur toute la population est réalisée tous les cinq ans, les populations de référence des années intermédiaires étant quant à elles estimées par interpolation ou extrapolation. Pour la commune, le premier recensement exhaustif entrant dans le cadre du nouveau dispositif a été réalisé en 2004.

En 2022, la commune comptait 1 331 habitants, en évolution de +6,48 % par rapport à 2016 (Haute-Garonne : +8,02 %, France hors Mayotte : +2,11 %).
| 1793  | 1800 | 1806  | 1821  | 1831  | 1836  | 1841  | 1846  | 1851  |
| ----- | ---- | ----- | ----- | ----- | ----- | ----- | ----- | ----- |
| 1 338 | 800  | 1 431 | 1 622 | 1 723 | 1 880 | 1 914 | 1 929 | 1 960 |

| 1856  | 1861  | 1866  | 1872  | 1876  | 1881  | 1886  | 1891  | 1896  |
| ----- | ----- | ----- | ----- | ----- | ----- | ----- | ----- | ----- |
| 2 018 | 2 002 | 1 972 | 1 847 | 1 734 | 1 628 | 1 547 | 1 595 | 1 528 |

| 1901  | 1906  | 1911  | 1921  | 1926  | 1931  | 1936  | 1946  | 1954 |
| ----- | ----- | ----- | ----- | ----- | ----- | ----- | ----- | ---- |
| 1 408 | 1 409 | 1 329 | 1 140 | 1 151 | 1 148 | 1 064 | 1 021 | 937  |

| 1962 | 1968 | 1975 | 1982 | 1990 | 1999 | 2004  | 2006  | 2009  |
| ---- | ---- | ---- | ---- | ---- | ---- | ----- | ----- | ----- |
| 771  | 747  | 658  | 610  | 770  | 910  | 1 084 | 1 106 | 1 210 |

| 2014  | 2019  | 2022  | - | - | - | - | - | - |
| ----- | ----- | ----- | - | - | - | - | - | - |
| 1 247 | 1 311 | 1 331 | - | - | - | - | - | - |

| selon la population municipale des années : | 1968 | 1975 | 1982 | 1990 | 1999 | 2006 | 2009 | 2013 |
| Rang de la commune dans le département      | 96   | 140  | 174  | 149  | 144  | 141  | 140  | 142  |
| Nombre de communes du département           | 592  | 582  | 586  | 588  | 588  | 588  | 589  | 589  |

### Enseignement
Gaillac-Toulza fait partie de l'académie de Toulouse.
L'éducation est assurée sur la commune par un groupe scolaire : maternelle et primaire.

### Activités sportives
Plus près du village, un circuit de motocross, sur terrain très pentu accueille, tous les ans (le 1er mai), une compétition de haut niveau. Plusieurs champions du monde ont brillé sur ce circuit visible à 100 % devant un public de 5 à 7 000 personnes.
En outre, le village dispose d'un stade de football où évoluent les équipes du Coq Gaillacois, d'un terrain de tennis, et d'un boulodrome couvert.

### Culture et événement
Les jeunes ont leur « salle des jeunes » à La Prade proche, du local du club du 3e Âge. Le foyer rural propose plusieurs activités (informatique, gymnastique, randonnée pédestre).
Trois comités des Fêtes animent les festivités annuelles (Saint-Julien mi-juillet, Escayre fin août et Gaillac-Toulza, le premier week-end d'août).

### Écologie et recyclage
La collecte et le traitement des déchets des ménages et des déchets assimilés ainsi que la protection et la mise en valeur de l'environnement se font dans le cadre du Smivom de la Mouillonne.

## Économie

### Revenus
En 2018  (données Insee publiées en septembre 2021), la commune compte 443 ménages fiscaux, regroupant 1 095 personnes. La médiane du revenu disponible par unité de consommation est de 21 100 € (23 140 € dans le département).

### Emploi
|                | 2008  | 2013  | 2018  |
| -------------- | ----- | ----- | ----- |
| Commune        | 6 %   | 4,9 % | 9 %   |
| Département    | 7,7 % | 9,6 % | 9,3 % |
| France entière | 8,3 % | 10 %  | 10 %  |

En 2018, la population âgée de 15 à 64 ans s'élève à 800 personnes, parmi lesquelles on compte 72,4 % d'actifs (63,5 % ayant un emploi et 9 % de chômeurs) et 27,6 % d'inactifs,. Depuis 2008, le taux de chômage communal (au sens du recensement) des 15-64 ans est inférieur à celui de la France et du département.
La commune fait partie de la couronne de l'aire d'attraction de Toulouse, du fait qu'au moins 15 % des actifs travaillent dans le pôle,. Elle compte 358 emplois en 2018, contre 380 en 2013 et 362 en 2008. Le nombre d'actifs ayant un emploi résidant dans la commune est de 519, soit un indicateur de concentration d'emploi de 69 % et un taux d'activité parmi les 15 ans ou plus de 55 %.
Sur ces 519 actifs de 15 ans ou plus ayant un emploi, 105 travaillent dans la commune, soit 20 % des habitants. Pour se rendre au travail, 84,3 % des habitants utilisent un véhicule personnel ou de fonction à quatre roues, 4,4 % les transports en commun, 4,8 % s'y rendent en deux-roues, à vélo ou à pied et 6,6 % n'ont pas besoin de transport (travail au domicile).

### Activités hors agriculture

#### Secteurs d'activités
92 établissements sont implantés  à Gaillac-Toulza au 31 décembre 2019. Le tableau ci-dessous en détaille le nombre par secteur d'activité et compare les ratios avec ceux du département,.
| Secteur d'activité                                                                                        | Commune | Commune | Département |
| Secteur d'activité                                                                                        | Nombre  | %       | %           |
| --- | ------- | ------- | ----------- |
| Ensemble                                                                                                  | 92      | 100 %   | (100 %)     |
| Industrie manufacturière, industries extractives et autres                                                | 19      | 20,7 %  | (5,7 %)     |
| Construction                                                                                              | 24      | 26,1 %  | (12 %)      |
| Commerce de gros et de détail, transports, hébergement et restauration                                    | 18      | 19,6 %  | (25,9 %)    |
| Information et communication                                                                              | 3       | 3,3 %   | (4,1 %)     |
| Activités financières et d'assurance                                                                      | 1       | 1,1 %   | (3,8 %)     |
| Activités immobilières                                                                                    | 1       | 1,1 %   | (4,2 %)     |
| Activités spécialisées, scientifiques et techniques et activités de services administratifs et de soutien | 12      | 13 %    | (19,8 %)    |
| Administration publique, enseignement, santé humaine et action sociale                                    | 5       | 5,4 %   | (16,6 %)    |
| Autres activités de services                                                                              | 9       | 9,8 %   | (7,9 %)     |

Le secteur de la construction est prépondérant sur la commune puisqu'il représente 26,1 % du nombre total d'établissements de la commune (24 sur les 92 entreprises implantées  à Gaillac-Toulza), contre 12 % au niveau départemental.

#### Entreprises et commerces
Les cinq entreprises ayant leur siège social sur le territoire communal qui génèrent le plus de chiffre d'affaires en 2020 sont : 
- Societe Des Cliniques Du Midi, activités hospitalières (14 406 k€)
- Cipre Photovoltaique, production d'électricité (110 k€)
- Arvi, ingénierie, études techniques (57 k€)
- Le Vignie, production d'électricité (24 k€)
- Geoconsult, activités de soutien aux autres industries extractives (15 k€)

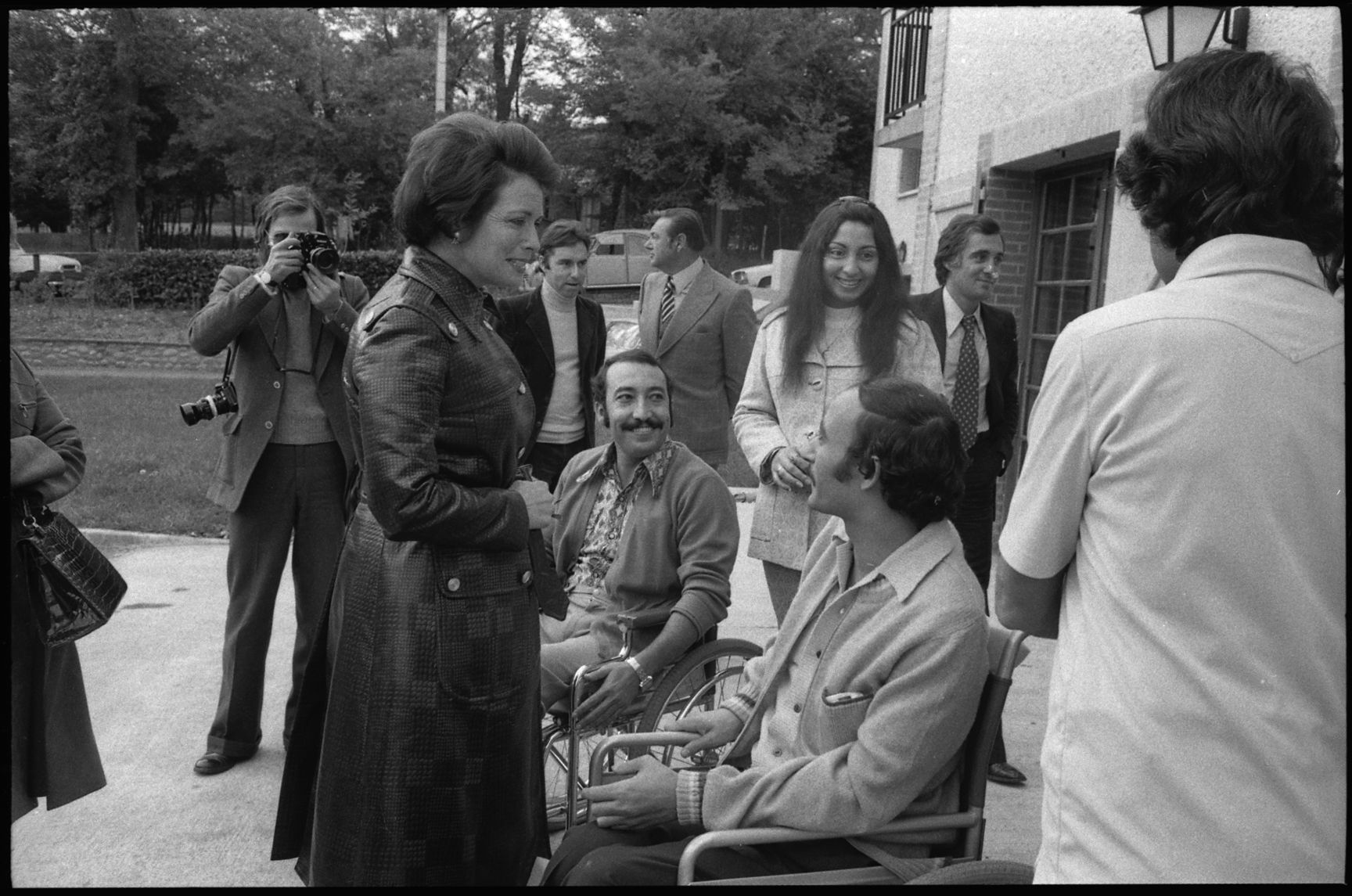
Jihane el-Sadate rend visite aux blessés de guerre égyptiens dans la clinique de Verdaïch en 1974.

Clinique de Verdaïch : clinique de rééducation fonctionnelle à laquelle est annexée un centre neurologique.
Le "Country Camping a succédé au  « Camping naturiste de la Lèze » au lieu-dit « Louise », il se situe sur un versant ensoleillé. Un gîte rural écologique est ouvert à Chaumarty.

### Agriculture
La commune est dans le Volvestre, une petite région agricole localisée dans l'est du département de la Haute-Garonne, constituée de collines de terrefort à fortes pentes autrefois consacrées à l’élevage s’orientent aujourd’hui vers les grandes cultures. En 2020, l'orientation technico-économique de l'agriculture  sur la commune est la culture de céréales et/ou d'oléoprotéagineuses.
|               | 1988  | 2000  | 2010  | 2020  |
| ------------- | ----- | ----- | ----- | ----- |
| Exploitations | 91    | 44    | 50    | 47    |
| SAU (ha)      | 2 878 | 3 111 | 3 207 | 3 433 |

Le nombre d'exploitations agricoles en activité et ayant leur siège dans la commune est passé de 91 lors du recensement agricole de 1988  à 44 en 2000 puis à 50 en 2010 et enfin à 47 en 2020, soit une baisse de 48 % en 32 ans. Le même mouvement est observé à l'échelle du département qui a perdu pendant cette période 57 % de ses exploitations,. La surface agricole utilisée sur la commune a quant à elle augmenté, passant de 2 878 ha en 1988 à 3 433 ha en 2020. Parallèlement la surface agricole utilisée moyenne par exploitation a augmenté, passant de 32 à 73 ha.

## Culture locale et patrimoine

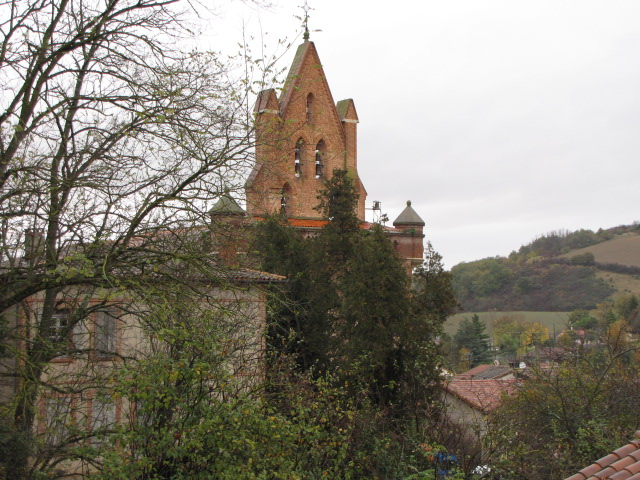
Église.

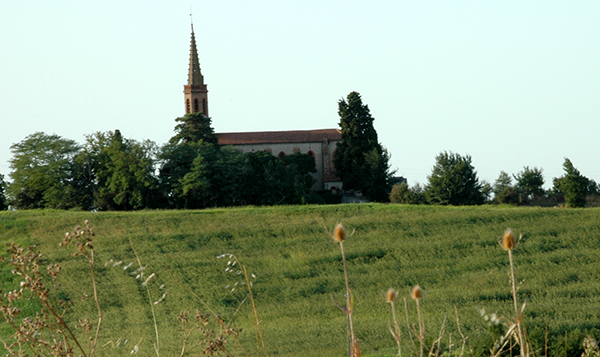
Eglise Saint-Julien de Louise

### Lieux et monuments
- La Grand Rue possède des demeures intéressantes : l'ancien couvent, la maison Dorio et la maison Mialhe.
- Au cimetière on peut découvrir le caveau de la famille Fauré.
- L'église Saint-Étienne de Gaillac-Toulza, dédiée à saint Étienne puis également à Notre-Dame, et datant du XIIIe siècle, a subi plusieurs restaurations. Son portail gothique est d'origine et son clocher mur à arcades date du XVIIIe siècle. Elle abrite un orgue construit en 1848 par Fréféric Jungk, classé aux monuments historiques pour sa partie instrumentale.
- Église Saint-Julien de Louise.
- Église Saint-Paul d'Escayre.
- En dehors de l'ancienne abbaye de Calers, on peut voir le château de Verdaïch qui abrite une clinique.
- Écomusée « Nostre Païs » ouvert en juillet et août et sur demande les autres mois de l'année.
- Motocross international ou Championnat de France sur le circuit d'Oursas le 1er mai (organisation Toulouse Moto Sport).
- Fontaine sainte de Saint-Julien construite en 1812 et l'objet d'une procession le 28 août, jour de la fête du saint.

### Personnalités liées à la commune
- Berceau de la famille de Gabriel Fauré, célèbre compositeur auteur du Requiem. Ce nom était celui d'un instituteur de Gaillac-Toulza ; il épousa une fille du village où ils conçurent Gabriel Fauré, compositeur et organiste qui naquit à Pamiers en 1845 et composa, entre autres, Prométhée et Pénélope.

### Héraldique
| Gaillac-Toulza | Son blasonnement est : D'azur au coq d'argent, crêté, barbé, becqué et membré d'or, surmonté d'une fleur de lys du même. |

## Pour approfondir